# Obana apicalis
Obana apicalis är en fjärilsart som beskrevs av Emilio Berio 1959. Obana apicalis ingår i släktet Obana och familjen nattflyn. Inga underarter finns listade i Catalogue of Life.